# Geschiedenis van de reclame in Nederland

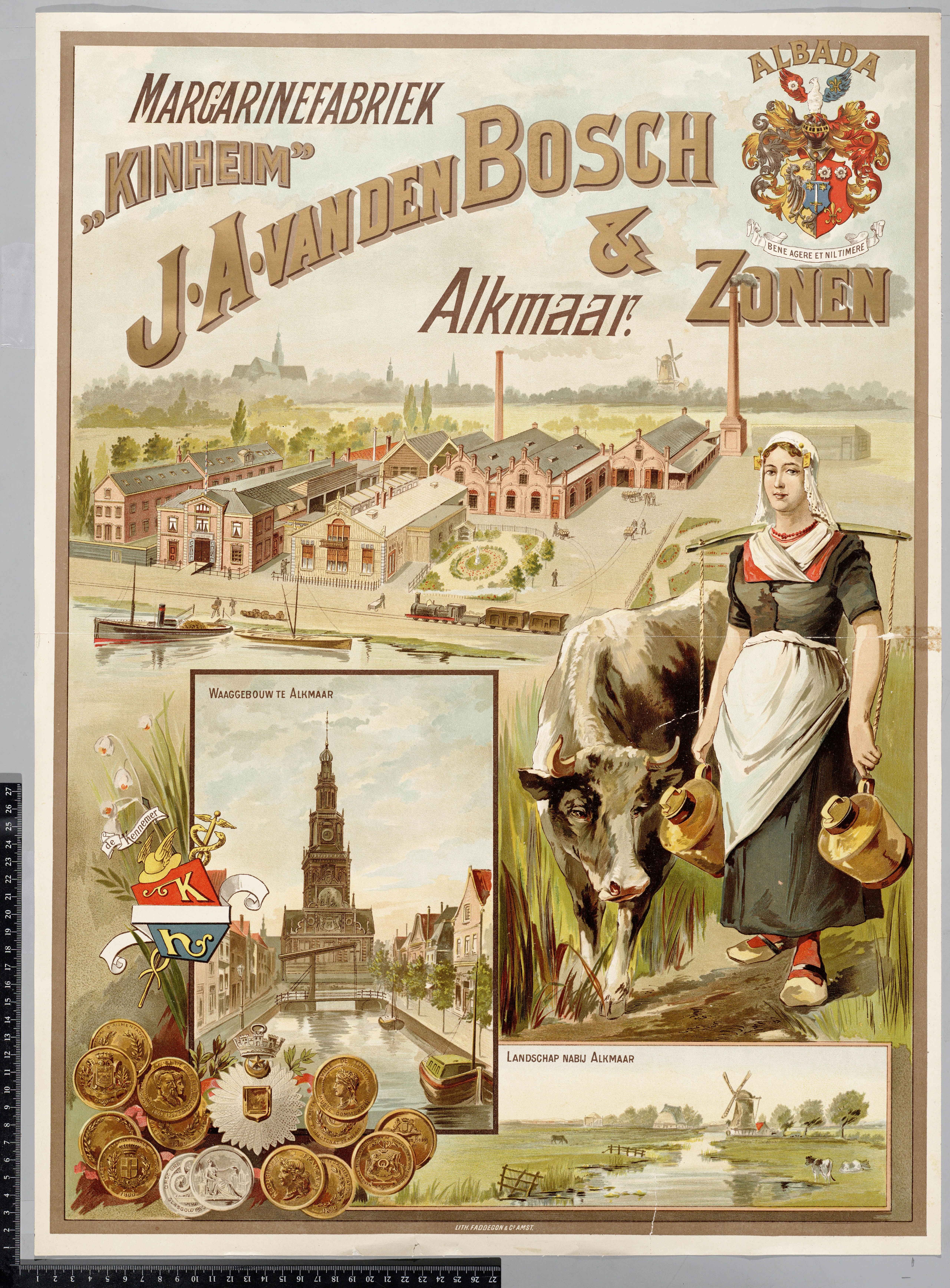
Reclame margarinefabriek Kinheim (1890).

De geschiedenis van de reclame in Nederland gaat terug tot het einde van de negentiende eeuw.

## Het begin: 1870-1914

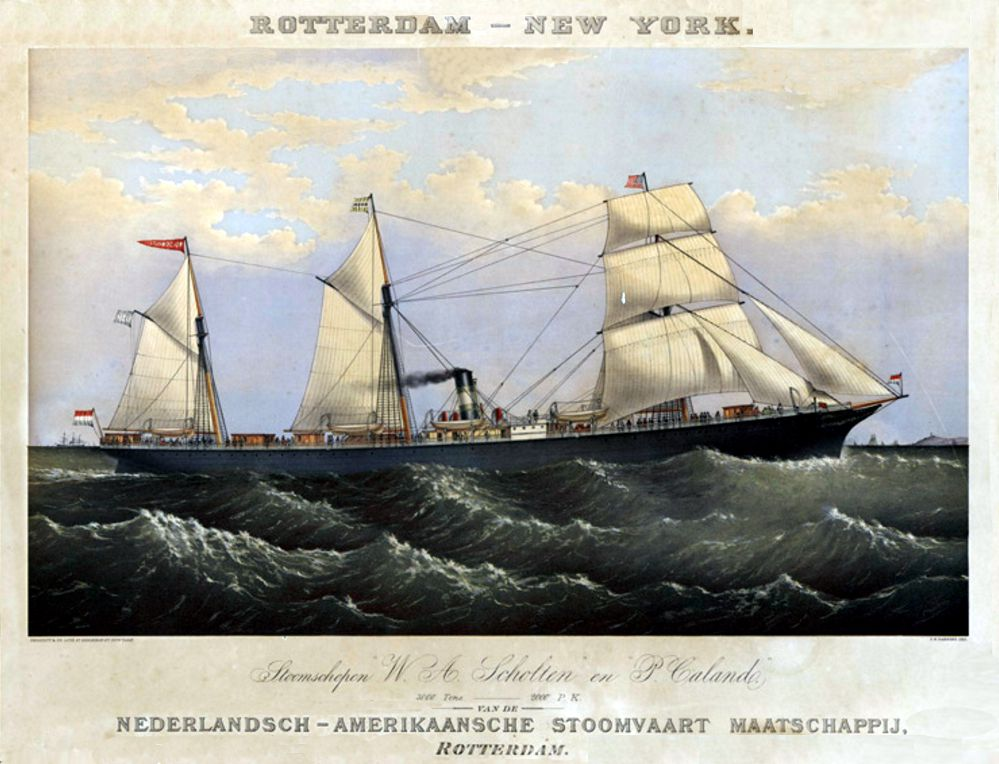
Reclame-affiche uit 1874 voor de Nederlandsch Amerikaansche Stoomvaart Mij.

In het laatste kwart van de 19e eeuw komt in Nederland de moderne massareclame tot ontwikkeling. Door de industrialisatie verschijnen er steeds meer en goedkope massaproducten op de markt. Fabrikanten beseffen dat lokale mond-tot-mondreclame niet meer volstaat en dat de spreuk ‘goede wijn behoeft geen krans’ aan geldigheid verliest. Concurrentie, herkenbaarheid van de waren en distributie op grotere schaal noodzaken tot een nieuwe manier van reclame maken. Bovendien moet de consument met veel zaken nog vertrouwd worden gemaakt (fiets, auto, treinreizen, verpakte koffie, thee enz ).
In Rotterdam (Nijgh, 1846) en in Amsterdam (DelaMar, 1880) vestigen zich de advertentiebureaus. Allengs beperken deze bureaus zich niet meer tot het regelen van de plaatsing van de advertenties, maar adviseren ze ook over tekst, opmaak en keuze van de media. Een belangrijke impuls voor de ontwikkeling van het advertentiewezen is de afschaffing van het dagbladzegel in 1869. Deze belasting op dagbladen en weekbladen blokkeerde vele decennia de expansie van de pers. De sector bloeit nu op en het aantal titels stijgt snel. Een belangrijke stimulans daarbij is de politieke emancipatie van katholieken, protestanten en socialisten die allen eigen media gaan uitgeven.
In 1897 wordt in Amsterdam een ‘Internationale Tentoonstelling van Reclame-Middelen’ gehouden. Reclame is ook steeds meer aanwezig in het stadsbeeld. Schuttingen en aanplakzuilen hangen vol met affiches en aankondigingen voor Sunlightzeep, Van Houten-chocola, Singer-naaimachines, Hima-rijwielen, Verkade-beschuit, Philips-lampen, Van Nelle-koffie of voor Spijker-auto’s, maar ook voor tal van revue-, toneel- en muziekuitvoeringen. De Nederlandse affichekunst ontstond met affiches gemaakt door kunstschilders en uitgevoerd in een decoratieve stijl. Een affiche uit 1894 voor NOF-slaolie van de schilder Jan Toorop verwerft zelfs internationale faam. Het is uitgevoerd in de krullende lijnvoering van de jugendstil; reden waarom deze stijl in Nederland in de volksmond ‘slaoliestijl’ is gaan heten.

## Tussen kunst en commercie: 1915-1930

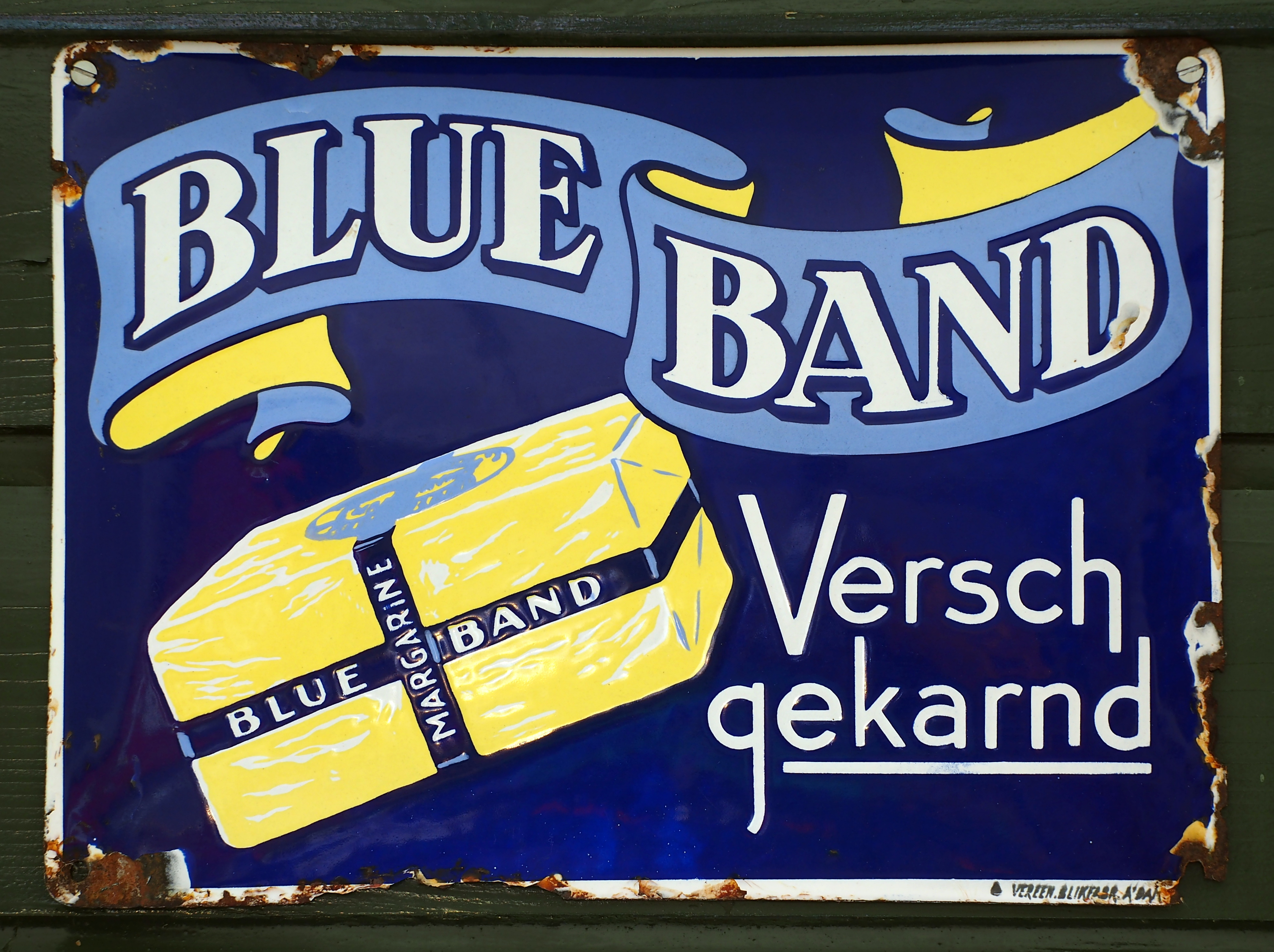
Reclamebord 'versch gekarnde' Blue Band.

Tijdens de Eerste Wereldoorlog (1914-1918) is Nederland neutraal. De omzetten dalen, maar er resteert nog voldoende handel en bedrijvigheid om reclame voor te maken. Het is zelfs de tijd waarin de branche zich meer gaat organiseren en professioneler gaat werken. In 1915 maken advertentiebureaus met uitgevers van dagbladen en tijdschriften afspraken over advertentietarieven en kortingen. ‘Beunhazen, prijsbedervers en knoeiers’ worden geweerd. De uitgevers werken voortaan alleen samen met ‘erkende’ bureaus die zich houden aan de ‘Regelen voor het Advertentiewezen’.
In 1917 verschijnt het eerste nummer van het vakblad ‘De Bedrijfsreklame’. De redactie pleit voor eerlijke reclame en toont zich een warm voorstander van een samenwerking tussen reclame en kunst. Juist over dat thema ontspint zich hetzelfde jaar een debat met de socialistische kunstenaars Richard Roland Holst en Albert Hahn als voornaamste woordvoerders. De door hen ingenomen standpunten laten zich samenvatten in de vraag ‘Kreet of mededeling?’ Roland Holst geeft de voorkeur aan de ‘zachte’ mededeling, terwijl voor Hahn de ‘bonte’ kreet minstens zo goed kan zijn. Naar Duits voorbeeld introduceert beschuit- en koekfabrikant Verkade een nieuw reclamemedium: het plaatjesalbum. Vooral de door Jac. P. Thijsse geschreven natuuralbums met plaatjes van de kunstenaars Wenckebach, Voerman en Van Oort worden razend populair.
In 1923 lanceert reclamebureau Coppens de eerste echte grote reclamecampagne in Nederland. Onder de leus ‘Koopt heden Blue Band versch gekarnd’ wordt voor margarinefabrikant Van den Bergh het merk Blue Band geïntroduceerd. Overal verschijnen affiches, borden, etalagekaarten en advertenties met het zogenaamde Blue Band-meisje. Ook lichtreclame wordt ingezet om Lotus, het merk van concurrent Jurgens, te verslaan. Eveneens in 1923 organiseert de reclamewereld zich in de ‘Vereeniging voor Reclame’ (in 1927 omgedoopt in Genootschap voor Reclame) die een eigen vakblad laat verschijnen.

## Crisisjaren: 1930-1940

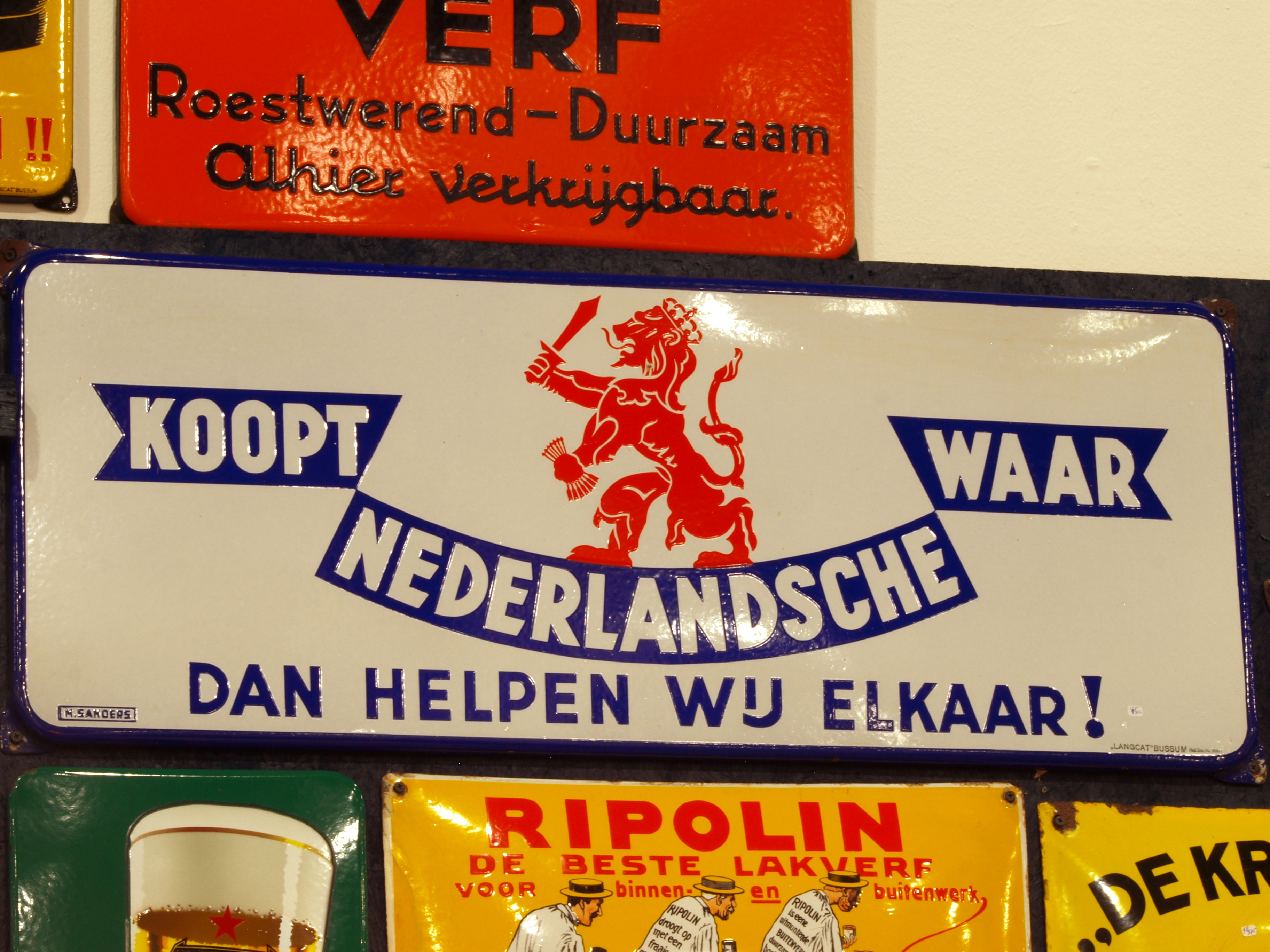
Emaille bord met de oproep 'Koopt Nederlandsche waar'.

Door de crisis zakt de export dramatisch in. Noodgedwongen richten bedrijven zich meer dan voorheen op de binnenlandse markt. Inspelend op nationalistisch sentiment lanceert in 1933 met steun van de regering de Vereeniging Nederlandsch Fabrikaat de campagne ‘Koop Nederlandsch Product’. Karakteristiek voor de tijd is de daarop volgende campagne ‘Koopt Nederlandsche waar, dan helpen wij elkaar’.
Door de omstandigheden verandert ook de kijk van de overheid op reclame. Ze voert zelf campagnes (‘Sterk door werk’), staat advertenties toe in overheidsdrukwerk en gemeentes exploiteren volop plakplaatsen. Net als de handel en industrie beschouwt de overheid het fenomeen collectieve reclame, ontstaan in de jaren twintig, als een panacee voor moeilijke tijden. Als steuntje in de rug voor de land- en tuinbouw betaalt de regering schoorvoetend mee aan collectieve reclames voor zuivel (‘Melk goed voor elk’), groenten en fruit. Intussen ontwikkelt reclamemaken zich meer en meer tot een vak. In 1930 komt DelaMar met een Inkomensatlas van Nederland, het Genootschap voor Reclame organiseert regelmatig congressen en cursussen, er komt meer aandacht voor de psychologie van reclame, reclamebureaus gaan over tot het opstellen van marktverkenningen en in 1936 verschijnt het eerste handboek voor de reclame.
Tegelijkertijd wordt het gebruik van bioscoopreclame, luchtreclame, van strips en foto’s in advertenties normale zaak en op karton geperste grammofoonplaatjes met reclameliedjes vinden gretig aftrek. Vooral liedjes gezongen door Louis Davids (onder andere voor Boffie-Koffie van Albert Heijn en voor Persil) raken populair. Het is ook de bloeitijd van reclamefiguren en mascottes. Arretje Nof (Nederlandsche Olie Fabriek (N.O.F.; later Calvé), Flipje van Tiel, Piggelmee, Boffie, het Blue Band-meisje, het Droste-mannetje en Piet Pelle van Gazelle wijzen de consument de weg.
In de buitenreclame gaan plakbedrijven over tot standaardformaten en door contracten met tal van gemeenten wordt het mogelijk om voortaan in korte tijd het hele land van affiches te voorzien. Koploper in deze ontwikkeling is Remaco, een dochterbedrijf van DelaMar.

## Reclame in oorlogstijd: 1940-1945

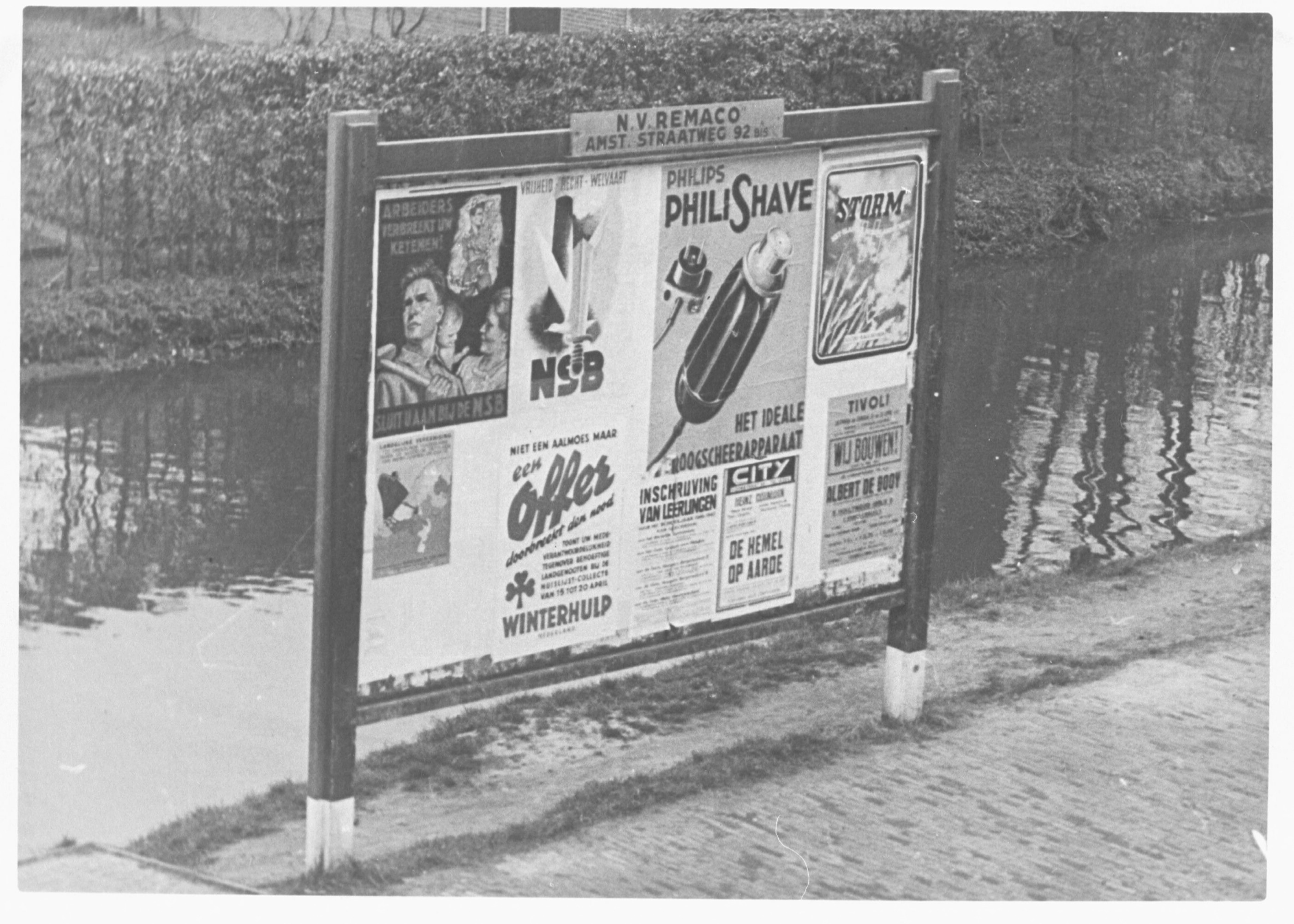
Straatpropaganda met onder meer een poster van de NSB.

Als op 10 mei 1940 met de Duitse inval voor Nederland de Tweede Wereldoorlog begint heeft net een befaamde reclamecampagne de advertentiekolommen van de Nederlandse dagbladen bereikt. Het gaat om advertenties voor Castella scheerzeep van de Nijmeegse zeepfabrikant Dobbelman. De teksten zijn geschreven door Karel Sartory van reclamebureau DelaMar, terwijl tekenaar Eppo Doeve de illustraties verzorgt.
Onder Duitse bezetting gaat de campagne nog enkele jaren door. Op een goed moment vermoedt het SS-weekblad Storm achter een van de teksten zelfs een Joodse samenzwering, omdat hij zou zijn gezet in een ‘Hebreeuws lettertype’. Het voorval is illustratief voor het klimaat waarin de reclamebranche tracht te overleven. De eerste oorlogsjaren lukt dat vrij aardig. Ondanks het feit dat de vraag vele malen groter wordt dan het aanbod gaan grote bedrijven als Philips, Douwe Egberts, Unilever, Albert Heijn gewoon door met adverteren. Ze zijn ervan overtuigd ‘dat na deze moeilijke tijden normale tijden zullen aanbreken’. Veel van de reclame betreft surrogaatartikelen, zoals Fama-koffie van Douwe Egberts. Het vasthoudende advertentie- en verkoopbeleid van Douwe Egberts geeft het bedrijf een dermate grote naamsbekendheid, dat het in 1946 zijn marktaandeel in gewone koffie vergeleken met 1939 ruim verdubbelde naar 20%.
Begin 1941 komt Remaco, het grootste Nederlandse bedrijf voor buitenreclame, in Duitse handen. Propaganda van de bezetter vindt daardoor gemakkelijker zijn weg naar de bevolking. Op schuttingen en reclamezuilen verschijnen affiches voor tal van Duitse en Nederlandse nazi-organisaties, zoals de NSB, de WA, Winterhulp, Nederlandse Arbeidsdienst, Nationale Jeugdstorm en Waffen-SS. De plakplaatsen zijn ook volop in gebruik voor antisemitische propaganda en voor bekendmakingen met geboden en verboden. In 1944 komt veel van het economisch leven min of meer tot stilstand. Door papierschaarste worden de kranten dunner, er valt weinig te adverteren en affiches zijn steeds vaker verordeningen en waarschuwingen.

## Herstel en verzuiling: 1945-1959

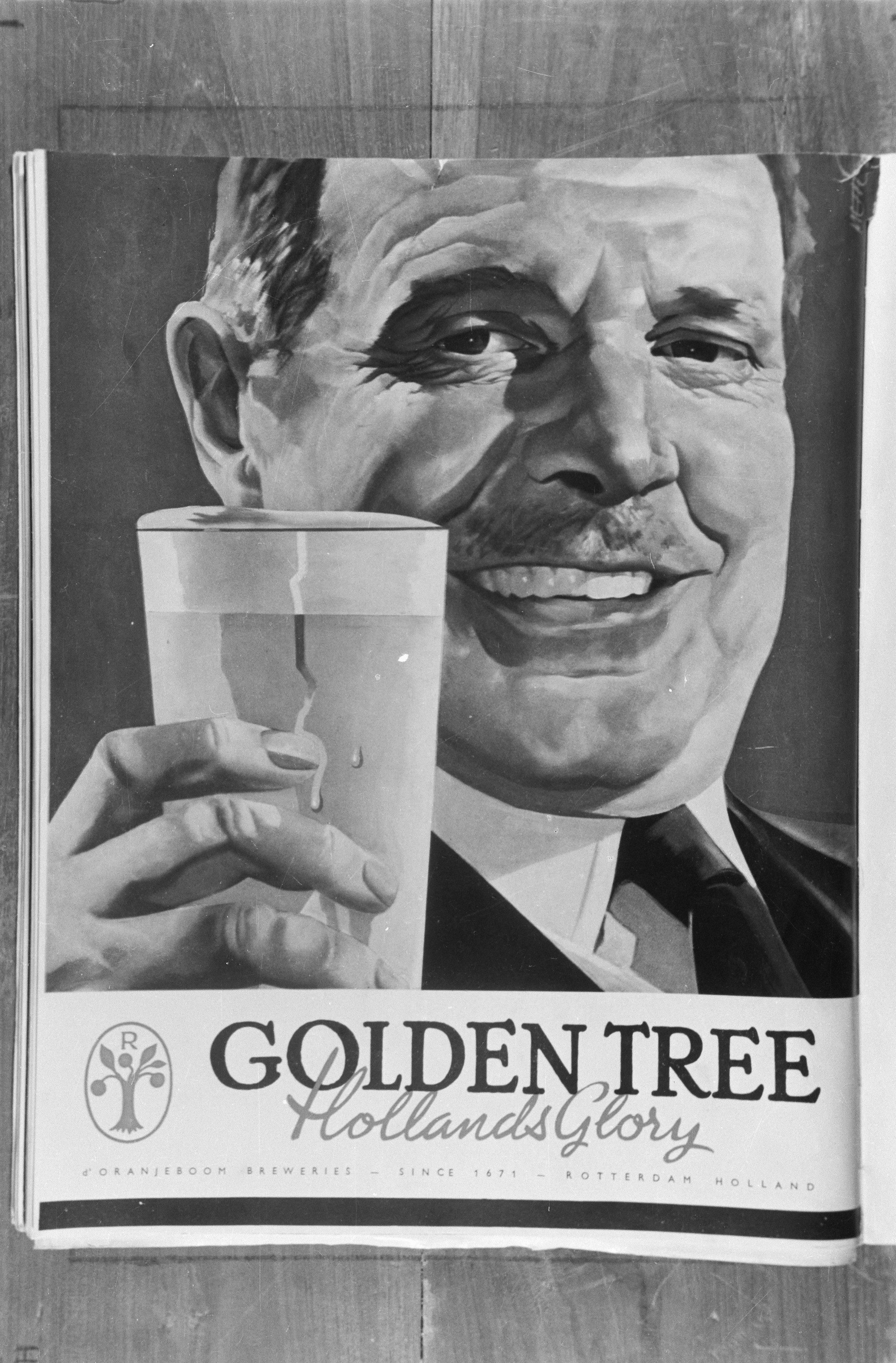
Reclameposter Oranjeboom brouwerijen (1948).

De eerste jaren na de oorlog heerst er schaarste op allerlei gebied. Veel is nog op de bon. Ook voor de reclame zijn het moeilijke tijden. Adverteren in kranten is wegens papiertekort beperkt. Ter besparing van energie is lichtreclame verboden en mogen etalages na half negen ‘s avonds niet verlicht zijn.
Na de komst van de Marshallhulp in 1948 gaat het beter met de economie en kan er meer reclame gemaakt worden. Vooral reclame voor merkartikelen neemt een grote vlucht, niet in de laatste plaats door de opkomst van zelfbedieningswinkels. De reclame wordt gemaakt door tal van nieuwe reclamebureaus. Spraakmakend is het bureau Prad, opgericht door Maurits Aronson. Samen met Smit’s, Palm, Van Maanen, DelaMar en Lintas staat het jarenlang aan de top van de Nederlandse reclamewereld. Via de Marshallhulp maken Nederlandse reclamemakers kennis met het fenomeen marketing. Daarin staat niet het productieproces centraal, maar de consument en zijn behoeften. Vooralsnog vindt deze benadering nog weinig weerklank en gaan fabrikanten en reclamemakers veelal op de oude voet verder. Niettemin wordt er steeds vaker marktonderzoek verricht.
Intussen groeit de verzuiling van de Nederlandse politieke en maatschappelijke verhoudingen naar een hoogtepunt. Die situatie wordt weerspiegeld in de reclame. Advertenties die naar bloot zwemen zijn taboe in de katholieke en protestants-christelijke bladen. Bikini’s worden badpakken, strapless jurken krijgen schouderbandjes, rokken moeten langer en teksten worden gekuist.
Een andere uiting van de tijdgeest is de ophef in 1958 rond het boek 'De Verborgen Verleiders' van de Amerikaan Vance Packard. De auteur betoogt daarin dat reclamemakers de consument met geraffineerde psychologische methoden zonder morele beperkingen trachten te verleiden tot het doen van aankopen; het publiek wordt gemanipuleerd. Packards kritiek op de reclamemakers en ondernemingen wordt door velen gedeeld. De kritiek sluit aan bij een groeiende mondigheid van de consument. Sinds zijn oprichting in 1953 geeft de Consumentenbond daar vorm aan. Naast producten wordt daarbij ook reclame de maat genomen.

## Tussen internationalisering en maatschappijkritiek: 1960-1975

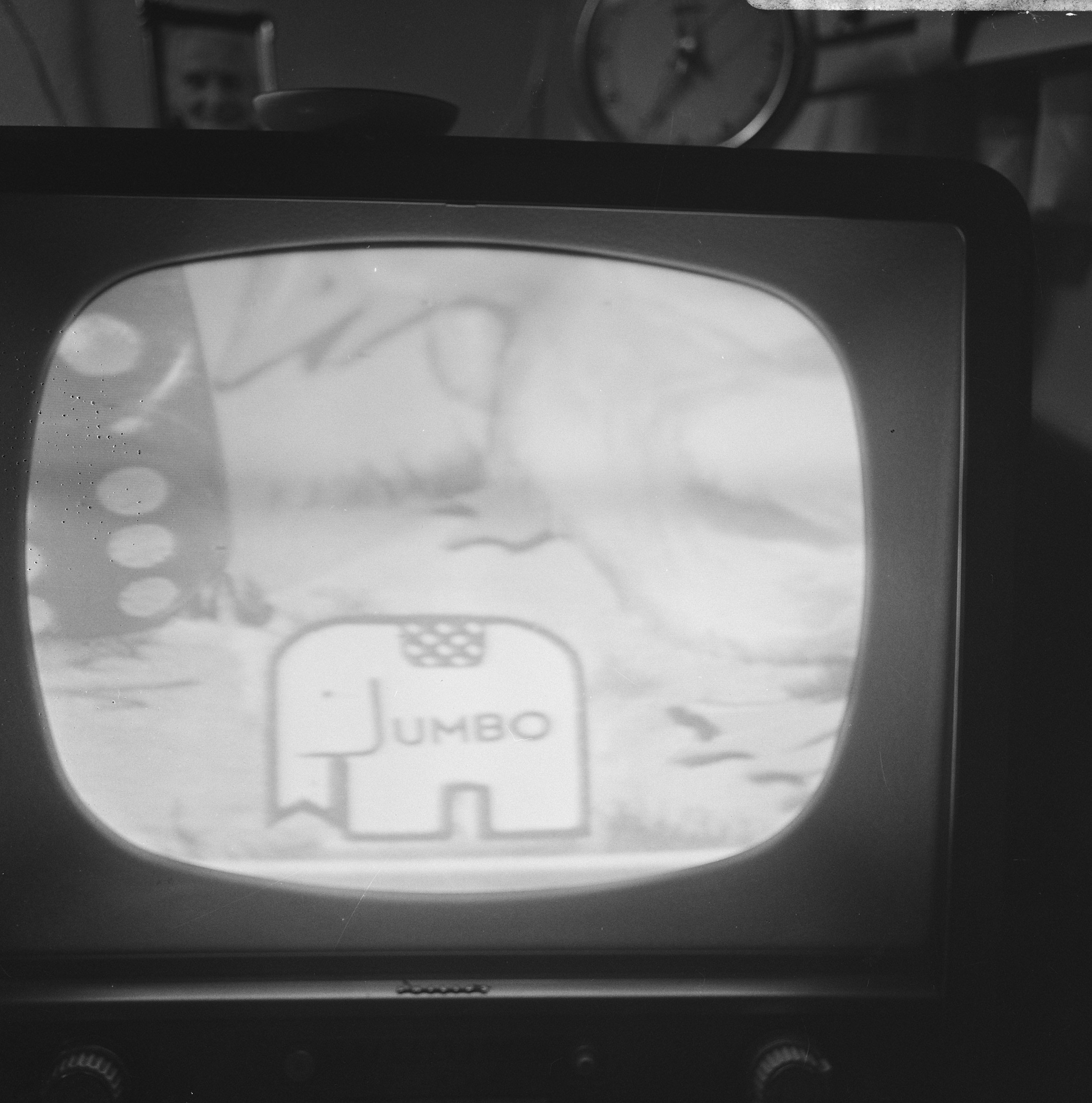
Televisiereclame Jumbo spellen (1967).

Op 28 oktober 1967 toonde het VPRO-programma Hoepla voor het eerst in de dan nog jonge Nederlandse televisiegeschiedenis in de persoon van Phil Bloom een blote vrouw op de televisie. Het land was in rep en roer. Er werden Kamervragen gesteld en de pers stond er vol van. Een paar jaar later was bloot geaccepteerd. In 1970 haalde de campagne ‘Liever naakt dan namaak’ voor het Internationaal Wol Secretariaat (IWS), met een bloot model dat een lammetje voor haar borsten houdt, moeiteloos de dagbladen.
De gebeurtenissen zijn illustratief voor de ontwikkeling die maatschappij en reclame in deze periode doormaken. Ontzuiling, Provo, Dolle Mina, popmuziek, radio- en televisiepiraten zetten hun stempel, ook op de reclame. Er treedt een nieuwe generatie reclamemakers aan, die nieuwe bureaus oprichten (FHV, KVH) en nieuwe wegen inslaan: brutaler, onorthodox, eigentijds. Vooral de nauwe samenwerking tussen copywriter en artdirector bij de ontwikkeling van campagnes is in de Nederlandse reclamewereld een nieuw verschijnsel. Een wereld overigens die steeds vaker Amerikaanse invloeden ondergaat. Daarnaast brengt de toename van multinationals, ook in Nederland zelf (AKZO, Philips, Shell, Unilever) een ware invasie van Amerikaanse reclamebureaus naar Amsterdam op gang: JWT, Bates, McCann-Erickson, Olgilvy & Mather, BBDO, McCann. Tal van Nederlandse bureaus fuseren in de loop der jaren met de Amerikaanse.
In 1967 krijgt Nederland na jaren van strijd een nieuwe omroepwet waarin radio- en televisiereclame wordt toegestaan. Op 2 januari 1967 komt de eerste tv-commercial op de buis. Intussen is de kritiek op de reclame weer opgelaaid. Het is ‘de slechte adem van de consumptiemaatschappij’, Dolle Mina voert actie tegen het vrouwbeeld in de reclame en valse pretenties van reclames worden door consumentenprogramma’s doorgeprikt. Met resultaat, want omstreeks 1970 besluiten uitgevers voortaan collectief advertenties te weigeren waartegen een klacht is ingediend die erkend is door de Reclame Code Commissie.

## Reclame volwassen: 1975-1990

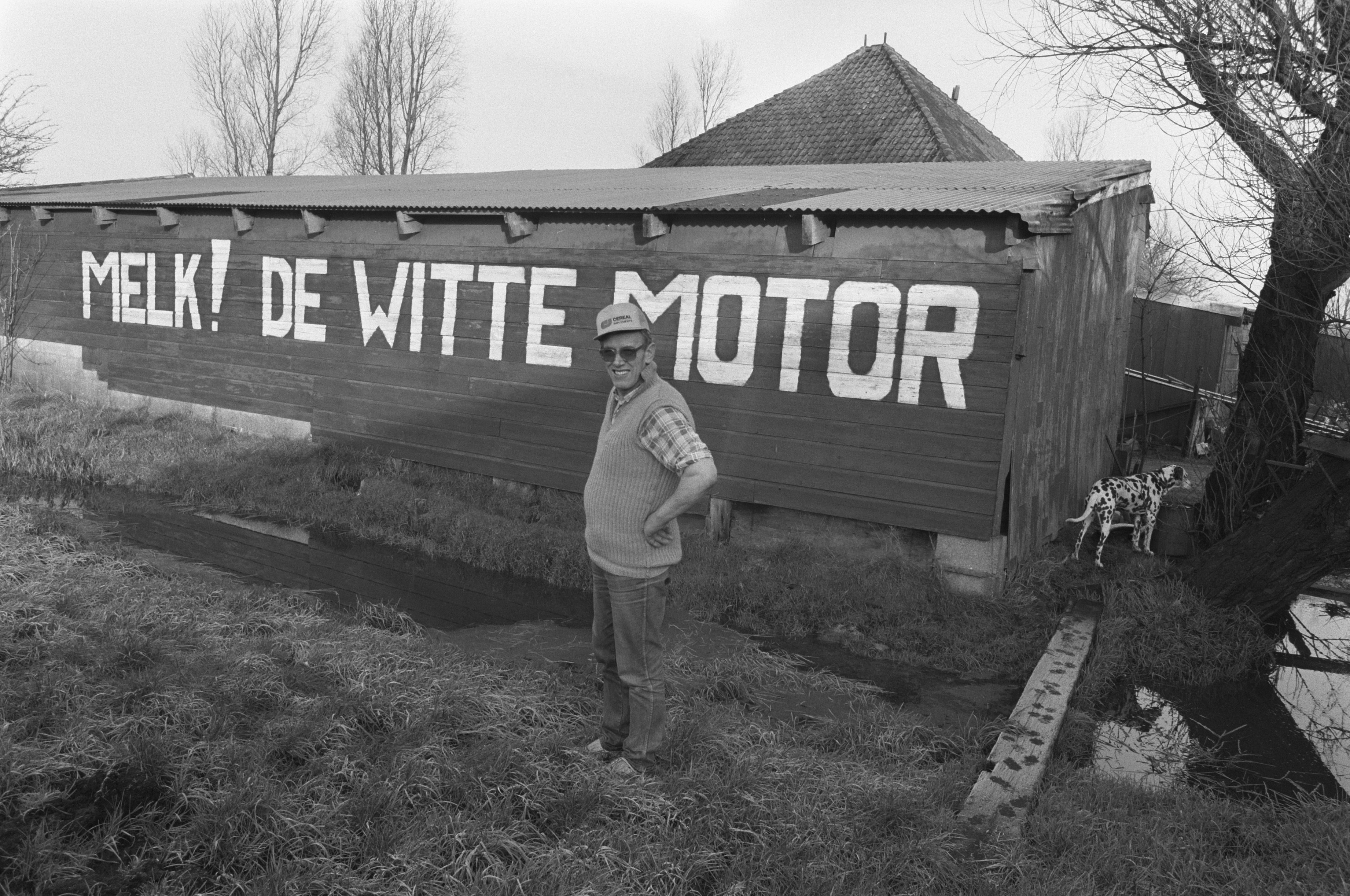
Boer met (waarschijnlijk illegaal) op schuur geplaatste melk-leus (1989).

Begin 1978 verschijnt een advertentie met de slagzin 't zijn weer tijden om je te abonneren op Vrij Nederland. Erboven staat een foto van het net beëdigde rechtse kabinet Van Agt-Wiegel, opvolger van de centrumlinkse regering Den Uyl waarmee het linkse weekblad Vrij Nederland meer op had. De advertentie past in de gepolariseerde verhoudingen van de tijd.
Veel reclame-uitingen zijn echter "braaf en gezellig" en een enkele keer humoristisch. tv-commercials worden volwassen. Er wordt steeds meer gebruikgemaakt van bekende artiesten, zoals Kees Brusse, Rijk de Gooyer, John Kraaijkamp sr., Maarten Spanjer, Martine Bijl, Willem Nijholt, André van Duin, Paul de Leeuw of Kees van Kooten en Wim de Bie.
Het zijn de jaren van Schat staat de Bokma koud, Giroblauw past bij jou, Shell helpt, Paturain da's pas fijn, Gelukkig heb ik meer verstand van verzekeren, U moet de groenten van Hak hebben, Beun de Haas, en Het Zwitserlevengevoel. Maar ook van klassiekers als Melk de witte motor, Cora van Mora en Even Apeldoorn bellen en Foutje, bedankt!.
Naast de opmars van de tv-reclame bloeit ook de buitenreclame weer op. De opleving is, na jaren van verval, goeddeels te danken aan de activiteiten van het Franse bedrijf JC Decaux. In 1985 verwerft Decaux 50% van de aandelen van het Nederlandse plakbedrijf Publex en introduceert een nieuwe formule. In ruil voor het recht er reclame op te maken plaatst Decaux in de steden nieuwe bushokjes (abri's) en reclamezuilen (mupi's) en verzorgt het onderhoud. Het nieuwe concessiesysteem valt bij de gemeenten in de smaak en binnen drie jaar heeft Decaux contracten met dertig steden.
Grotere reclame- en marketingexpertise bij fabrikanten en bedrijven maakt hen kritischer op de prestaties van de reclamebureaus. In die ontwikkeling past de opkomst, vanaf 1981, van mediabureaus. Door de inkoop van advertentieruimte voor meerdere adverteerders tegelijk bedingen zij hogere kortingen bij de uitgevers. Intussen is in 1980 de Wet op Misleidende Reclame aangenomen, terwijl sinds 1983 het maken van reclame geen grondrecht meer is.

## Vernieuwing en globalisering: 1990-2002

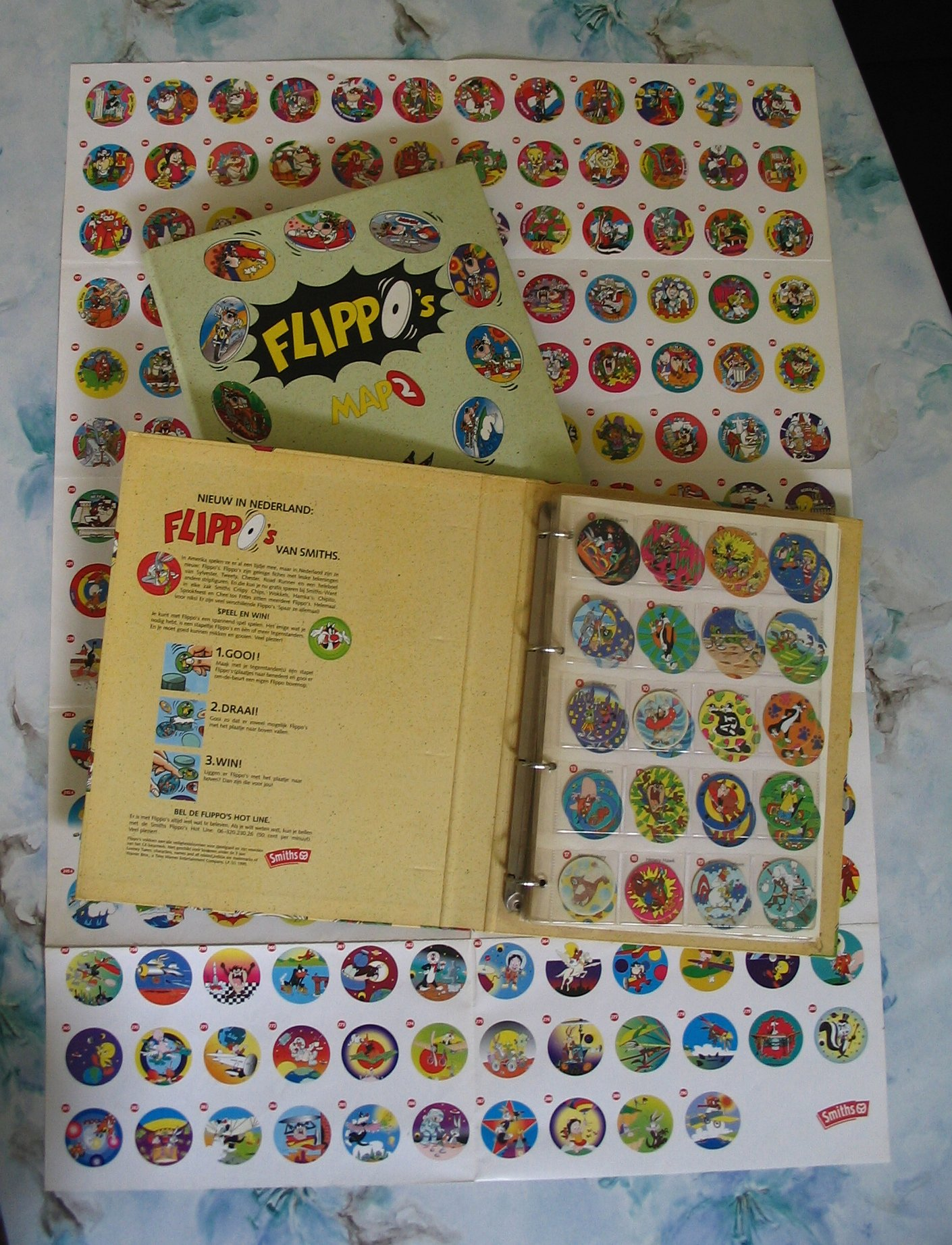
Flippoverzameling.

Allerlei vernieuwing breekt door. In 1991 wordt de mediawet van 1988 gewijzigd. Voortaan kunnen ook in Nederland commerciële radio- en televisiestations op de kabel. Veronica, RTL, SBS6 en -iets later- Net5 zorgen voor een explosieve toename van de reclamezendtijd. Tussen 1991 en 1994 groeien de reclamebestedingen met 50% naar 12,3 miljard gulden. Er is sprake van een hausse aan publiekstijdschriften, terwijl vanaf 1999 de gratis tabloidbladen Metro en Sp!ts bij de treinreiziger gretig aftrek vinden. Freecards (Boomerang) zijn dan al jaren gemeengoed.
Direct-mail, speciale spaaracties (‘Flippo's’), billboards, bus- en treinreclame completeren de uitbreiding van het arsenaal aan reclamemiddelen. De consument ondergaat een overvloed aan reclameprikkels. Hij ‘zapt’ steeds vaker tv-reclame weg. Intussen verandert zijn levensstijl door de razendsnel opkomende mobiele telefonie en het internet (inclusief ‘e-commerce’). In dit klimaat verlangen adverteerders meer dan ooit naar reclame die de consument raakt (‘impact’) en weet te binden aan hun merken. Die wens betreft bij uitstek de onmisbare, maar dure tv-commercials. Juist deze sector blijkt dan ook de wieg voor vernieuwingen.
Humor en ironie, soms gemengd met een dosis surrealisme, kenmerken veel van de succesvolle commercials. Reclame zit ook verpakt in publieksprogramma’s van de commerciële stations (TV Woonmagazine, Koffietijd, Vijf Uur Show). Intussen is het publiek de reclame soms beu of raakt erdoor gechoqueerd; tussen 1993 en 1998 verdubbelt het aantal klachten bij de Reclame Code Commissie van 714 naar 1500. Als gevolg van de liberalisering van de telefoon- en energiemarkt meldt zich na 1995 bij de reclamebureaus een groep nieuwe klanten: Ben, Libertel, Telfort, Dutchtone, KPN Telecom, Eneco, Nuon, Essent.
Al deze nieuwkomers vechten om de gunst van de consument en doen met tal van campagnes van zich spreken.